# 特洛伊 (伊利諾伊州)
特洛伊（英語：Troy）是一個位於美國伊利諾伊州麥迪遜縣的城市。

## 地理
特洛伊的座標為38°43′45″N 89°53′30″W / 38.72917°N 89.89167°W，而該地的平均海拔高度為126米（即413英尺）。

## 人口
根據2010年美國人口普查的數據，特洛伊的面積為13.85平方千米，當中陸地面積為13.70平方千米，而水域面積為0.15平方千米。當地共有人口9888人，而人口密度為每平方千米713.94人。